# Георги Константинов (учител)
Георги Б. Константинов (на сръбски: Ђорђе Б. Константиновић) е македонски сърбоманин, сръбски учител, деец на Сръбската пропаганда в Македония.

## Биография
Роден е в 1883 година в Дойран, Османската империя. Завършва сръбската гимназия „Дом на науките“ в Солун, след което в 1907 година завършва математика и физика в Белградския университет. Преподава в Скопската сръбска гимназия (1907 – 1908), след това в Плевленската сръбска гимназия (1908 – 1911), Призренската семинария (1911) и отново в Плевля, където е и заместник-директор, тъй като единственият от преподавателите в училището с разрешение от турските власти за работа. Участва в Балканските и Първата световна война.
Преподава в Пирот в 1913 - 1919 година, след което в 1919 година преподава в Скопие. Учител и директор е на гимназията в Кавадарци (1919 – 1923) и Сурдулица (1923). От 1923 до 1926 година отново е в Плевля, като учител и директор на реалната гимназия. От 1926 до 1932 година е директор на гимназията в Печ и от 1932 до 1941 година е директор на гимназията в Прищина. Носител е на ордените „Свети Сава“ V, IV и III степен, Албански медал и Златен медал на Червения кръст.
Умира на 19 март 1956 година в Крушевац.